# 이만근
이만근(李萬根, 1913년 1월 11일~1959년 9월 2일)은 대한민국의 정치인이다.
청주고보(高普)를 거쳐, 일본 도시샤 대학교 정경학부를 졸업하고 실업계에 종사하다가 해방 후에 청원에서 정치계몽운동에 종사하였다. 제1관구 경찰청 부청장을 역임하였다. 한국 전쟁 때 조선민주주의인민공화국으로 납북되어 1956년 7월 재북 평화통일촉진협의회 중앙의원을 지내고 1959년 5월 당시 함북 회령농장으로 이주하였다. 묘소는 평양시 용성구역 용궁1동에 있는 재북 인사(납북 및 월북 인사) 묘역이다.

## 참고자료
- 《대한민국 의정총람》, 국회의원총람발간위원회, 1994년
- 이만근 - 대한민국헌정회
- 한국근현대인물자료 (국사편찬위윈회)

## 역대 선거 결과
| 실시년도 | 선거   | 대수 | 직책     | 선거구         | 정당   | 득표수   | 득표율          | 순위 | 당락 | 비고 |
| -------- | ------ | ---- | -------- | -------------- | ------ | -------- | --------------- | ---- | ---- | ---- |
| 1948년   | 총선   | 1대  | 국회의원 | 충북 청원군 을 | 무소속 | 14,926표 | \| \| 46.82% \| | 1위  |      | 초선 |
|          | 46.82% |      |          |                |        |          |                 |      |      |      |